# Boliden AB
Boliden AB — шведська багатонаціональна компанія, що займається видобутком металів, гірничодобувною та металургійною промисловостю зі штаб-квартирою у Стокгольмі. 
Компанія виробляє цинк, мідь, свинець, нікель, срібло та золото з операціями у Швеції, Фінляндії, Норвегії та Ірландії. 
В 2003 році в рамках великої угоди «Boliden» придбала гірничо-металургійні активи Outokumpu у галузі цинку та міді. 
 
Назва компанії походить від родовища Буліден, розташованого за 30 км на північний захід від шведського міста Шеллефтео, де в 1924 році було знайдено золото. 
На середину ХХ сторіччя це був найбільший і найбагатший золоторудний рудник Європи, але з 1967 його закрито. 

## Копальні
«Business Area Mines» проводить розвідку та видобуток у Швеції, Фінляндії та Ірландії. 
Основною продукцією є цинковий і мідний концентрат з деяким вмістом свинцю, золота та срібла. 
Вироблена продукція реалізується як на власних заводах групи, так і зовнішнім замовникам. 
«Boliden» володіє найбільшим в Європі цинковим рудником у Тарі, Ірландія. 
Тара увійшла до складу «Boliden» на початку 2004 року, але видобуток розпочався там в 1977 році, відтоді було видобуто понад 60 мільйонів тонн руди. 
«Boliden» також володіє Гарпенбергом, найстарішою шахтою Швеції, яка все ще працює. 
Видобуток у Гарпенбергу, розпочато ще в 375 р. до Р. Х.

Родовище Шеллефтео, багате на корисні копалини, знаходиться в районі Буліден, де було відкрито майже 30 шахт з початку виробництва в 1920-х роках і де зараз «Boliden» управляє підземними шахтами Ренстрьом і Крістінеберг і відкритим рудником Маурліден. 
«Boliden» також володіє відкритим рудником Аїтік, який є однією із найбільших мідних копалень Європи. 
Якість руди в Аїтік низька, але це компенсується високим рівнем продуктивності та ефективними процесами подрібнення, а також наявність золота та срібла в руді.
Проект розширення, який подвоїв видобуток руди Aitik до 36 мільйонів тонн на рік до 2014 року, розпочався в 2007 році і було завершено в 2010 році.

## Плавильні заводи
«Business Area Smelters» переробляє як металевий концентрат, так і вторинні матеріали для виробництва неблагородних і дорогоцінних металів на плавильних заводах у Швеції, Фінляндії та Норвегії. 
Основними металами є цинк і мідь, але виробництво свинцю, золота та срібла також робить значний внесок у доходи «Business Area's». 
Також виробляється сірчана кислота та фторид алюмінію. 
«Boliden» володіє плавильнями: двома цинковими та двома мідними та одним свинцевим заводами. 
Цинковий завод Коккола у Фінляндії є другим за величиною в Європі і п’ятим у світі, і в основному виробляє сплав, який використовується для цинкування тонкого листового металу. 
Цинковий завод Одда, який виробляє цинк для сталеливарної промисловості та фторид алюмінію для алюмінієвої промисловості Норвегії, розташований на західному узбережжі Норвегії. 
Мідеплавильний завод Рьоншер розташований у шведському місті Шеллефтегам і його основними продуктами є мідь, цинковий клінкер, свинець та дорогоцінні метали. 
Плавильний завод, також виробляє сірчану кислоту як побічний продукт своєї діяльності, також виробляє метали з електронного брухту та інших вторинних матеріалів. 
Мідеплавильний комбінат Гар'явалта, розташований на західному узбережжі Фінляндії, виробляє мідні катоди, які в основному продаються виробникам напівфабрикатів. 
Інші важливі продукти: золото, срібло та сірчана кислота. 
Свинцеплавильний завод Бергсьоє біля Ландскруни на півдні Швеції виплавляє свинець із брухту автомобільних акумуляторів. 
Бергсьоє є одним із чотирьох найбільших європейських переробників відходів. 
Приблизно 60 відсотків виробництва свинцю заводу продається в європейську промисловість акумуляторів, а решта використовується для виробництва покрівельного листа. 